# KkStB řada 80
Parní lokomotiva řady 80 kkStB byla pětispřežní nákladní lokomotiva s vlečným tendrem c.k. Státních drah a rakouské Jižní dráhy. Po první světové válce se tyto lokomotivy dostaly i do dalších zemí.

## Vznik a vývoj
Na přelomu století se začaly všeobecně prosazovat lokomotivy na přehřátou páru. Tento vývoj reflektovala úprava osvědčené lokomotivní řady 180 na přehřátou páru. Jak již bylo u lokomotiv Karla Gölsdorfa obvyklé, plocha přehřívače byla omezená, neboť vyšší teplota páry by vyžadovala použití dražších olejů z dovozu, což by bývalo mělo nepříznivý vliv na ekonomiku provozu těchto lokomotiv.
V letech 1909 - 1910 bylo v lokomotivkách ve Floridsdorfu, Vídeňském Novém Městě a StEG postaveno 36 strojů s pístovým šoupátkem u vysokotlakého válce a plochým u nízkotlakého. Plochá šoupátka měla sklon k netěsnostem, proto dalších 104 strojů z let 1911 – 1915 (80.100–203) již mělo válcová šoupátka na obou stranách. Tato varianta však nesplnila zcela očekávání, proto po první světové válce byla u strojů určených na vývoz použita opět kombinace válcového a plochého šoupátka. V Rakousku zůstal po válce jediný stroj tohoto typu – 80.37.
V letech 1911 – 1918 byly pro kkStB stavěny tyto stroje jako dvojčité (80.900 – 999, 1900 – 1999, 2900 - 2908). Toto provedení se osvědčilo ze všech nejlépe. Jižní dráha si taktéž objednala lokomotivy dvojčité, které se v detailech lišily od provedení pro kkStB. Po první válce přešlo všech 8 strojů - 80.31–38 – spolu s dalšími stroji kkStB k FS, které je označily řadami 476 (pouze 80.9) a 475 .

## Provoz

### Rakousko
Hlavními oblastmi nasazení řady 80 byly do roku 1918 Čechy, Karawankenbahn a Dráha prince Rudolfa (spojnice Západní dráhy a tratě do Jesenice) a Západní dráha. Patřily svého času k nejoblíbenějším lokomotivám a jejich nasazení bylo ve srovnání s pruskou řadou G 10 mnohostrannější.
Po první světové válce připadlo 74 strojů ČSD, které je označily řadou 524.0 a provozovaly až do 60. let. PKP označily tyto stroje řadou Tw12, JDŽ 28 (později 144) a CFR  50.0. Stroje, které získaly MÁV, nesly řadu 520.5.
Nově vzniklé BBÖ objednaly další sérii lokomotiv řady 80 (80.1900–4900). Z nich mělo pět Lentzův ventilový rozvod a malotrubnatý přehřívač - 80.600–604. Celkem měly BBÖ 213 strojů této řady.
Deset strojů bylo prodáno do Persie, z nich některé zrušené. V roce 1938 přeznačily Deutsche Reichsbahn lokomotivy řady 80 takto: 57.101–105 (ex 80.600), 57.201–318 (ex 80.900) a 57.401–473 (80 a 80.100). Během války přešly do stavu DRB i polské a jugoslávské lokomotivy.
Po roce 1945 se osmdesátky staly nosnou řadou ÖBB v nákladní dopravě. Ve stavu měly 12 sdružených lokomotiv (nově řada 157) a 69 dvojčitých (řada 57). Poslední sdružená byla vyřazena v roce 1960, poslední dvojčitá v roce 1968.

### 80 / 524.0 v Československu
ČSD převzaly 74 strojů kkStB. Výroba této řady pokračovala i v nové republice. Firma Breitfeld-Daněk dodala v letech 1919 – 1922 celkem 70 strojů této řady. Posledních 25 strojů z let 1921 a 1922 (80.3923 – 3947, pozdější 524.0120 – 144) se od předchozích sérií lišilo různými úpravami. Lokomotivy měly velkotrubnatý přehřívač s plochou 34,4 m², chyběly škrticí klapky u kouřovek, dýmniční dveře byly kulaté, komín litinový, na kotli byly dva parní dómy spojené trubkou, regulátor se nacházel v prvním z nich. Od čísla 80.3936 (524.0133) měl parní stroj vnitřní vstup páry. U posledních dvou se zkoušela pístová napájecí čerpadla Knorr.
Během dílenských oprav se lokomotivy unifikovaly. Plocha přehřívače se sjednotila na 26,8 m², dosazovala se tlaková brzda Westinghouse, později Božič, odebírala se sací brzda, acetylénové osvětlení bylo nahrazováno elektrickým, baňaté komíny byly nahrazovány litinovými s korunou.
Po druhé světové válce začaly být vytlačovány z traťové služby lokomotivami řad 534.03 a 556.0. Na sklonku 60. let již končily i na posunu. Poslední byla vyřazena 524.0144 v roce 1971 v Plzni.

### 50.0 v Rumunsku
Rumunské dráhy si v letech 1919 – 1922 pořídily celkem 80 lokomotiv řady 50. Lokomotivy byly postaveny v lokomotivce Státních drah (70 kusů) a ve Vídeňském Novém Městě (10 kusů). Konstrukčně tato řada odpovídala řadě 80 kkStB. Téměř polovina lokomotiv byla již z výroby vybavena přídavným olejovým vytápěním. Lokomotivy byly využívány především v oblasti Bukoviny a Besarábie na málo únosných tratích.
Za druhé světové války se po obsazení těchto území Sovětským svazem ocitlo sedm lokomotiv v zahraničí. Lokomotivy byly úředně Rumunsku vráceny v roce 1942. Ve skutečnosti se čtyři z nich již nevrátily a dojezdily v Sovětském svazu v letech 1950 – 1951.
V 60. letech prodaly CFR část lokomotiv průmyslovým podnikům a zbytek byl většinou používán na posunu. Malá část zůstala v traťové službě, kde se až do 70. let udržely pouze na trati Oraviţa – Anina. Pro tuto dráhu byly upraveny dosazením druhých kompresorů a vzduchojemů 400 l. Zde také dosloužila v roce 1981 poslední.
Dvě lokomotivy se zachovaly – 50.025 v muzeu v Rešici a 50.065 v provozuschopném stavu v depu Oraviţa.
Zvláštní kapitolou v historii této řady bylo přerozchodování 16 lokomotiv na 1524 mm a dosazení samočinných spřáhel SA-3 pro zajištění přeshraniční dopravy se Sovětským svazem. Ve srovnání s mnohem početnější řadou 50.1 (pruská G10) měla řada 50.0 větší přechodnost – zatímco 50.1 mohla v obloucích o poloměru 150 - 180 m jezdit rychlostí 35 km/h komínem napřed a 10 km/h tendrem napřed, řada 50.0 mohla v obloucích až do 100 m jezdit bez omezení. Poslední z takto upravených lokomotiv byla vyřazena v roce 1979.

### Κβ v Řecku
Řecké státní dráhy si pořídily v letech 1922 - 1926 52 strojů odpovídajících rakouské řadě 80.9. Lokomotivy byly označeny řadou Κβ.

## Zkušební úpravy
Řada 80 byla často využívána i ke zkouškám různých technických zlepšení. Na příklad na 80.990 zkoušel Karl Gölsdorf novou širokou dyšnu – připomínala Gieslovu dyšnu s komínem napříč. Výsledky měření byly po Gölsdorfově smrti ve víru války ztraceny.
Zvláště pozoruhodná byla též 80.4911, na které byl zkoušen předehřívač vody s využitím kouře. Lokomnotiva si svým hranatým, objemným zjevem vysloužila přezdívky „Lautsprecher“ (amplion) nebo „Bauernschreck“ (strašidlo sedláků).
Pouze Lentzův ventilový rozvod se prosadil ve větší míře – rekonstruované lokomotivy nesly označení 80.800.

## Původní řada 80
Řada 80 byla u kkStB již jednou použita pro šest lokomotiv Dněsterské dráhy. Ty byly v roce 1894 přečíslovány na 31.11-16.

## Zachované lokomotivy

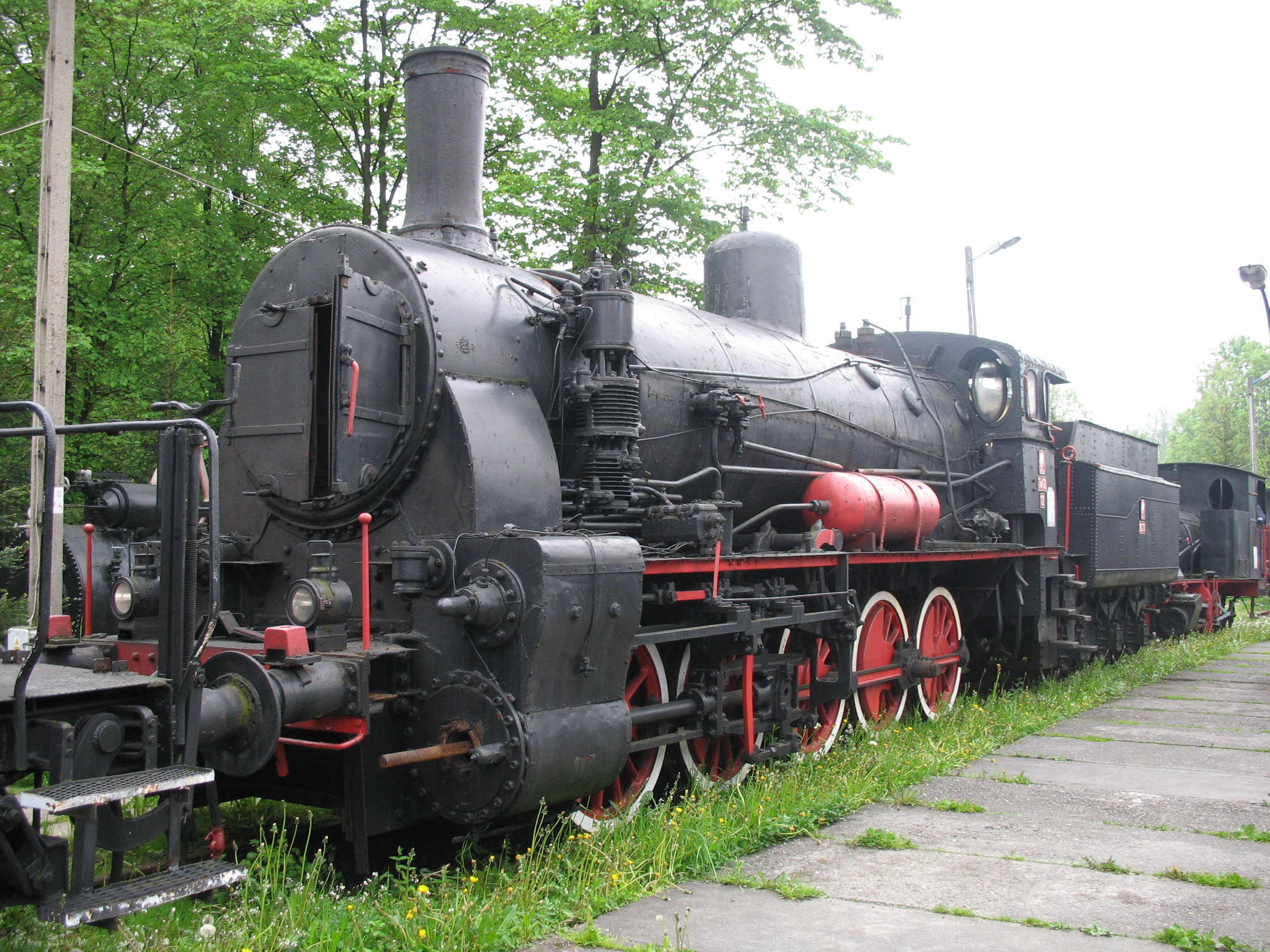
Tw12-12 PKP v železničním muzeu Chabówka

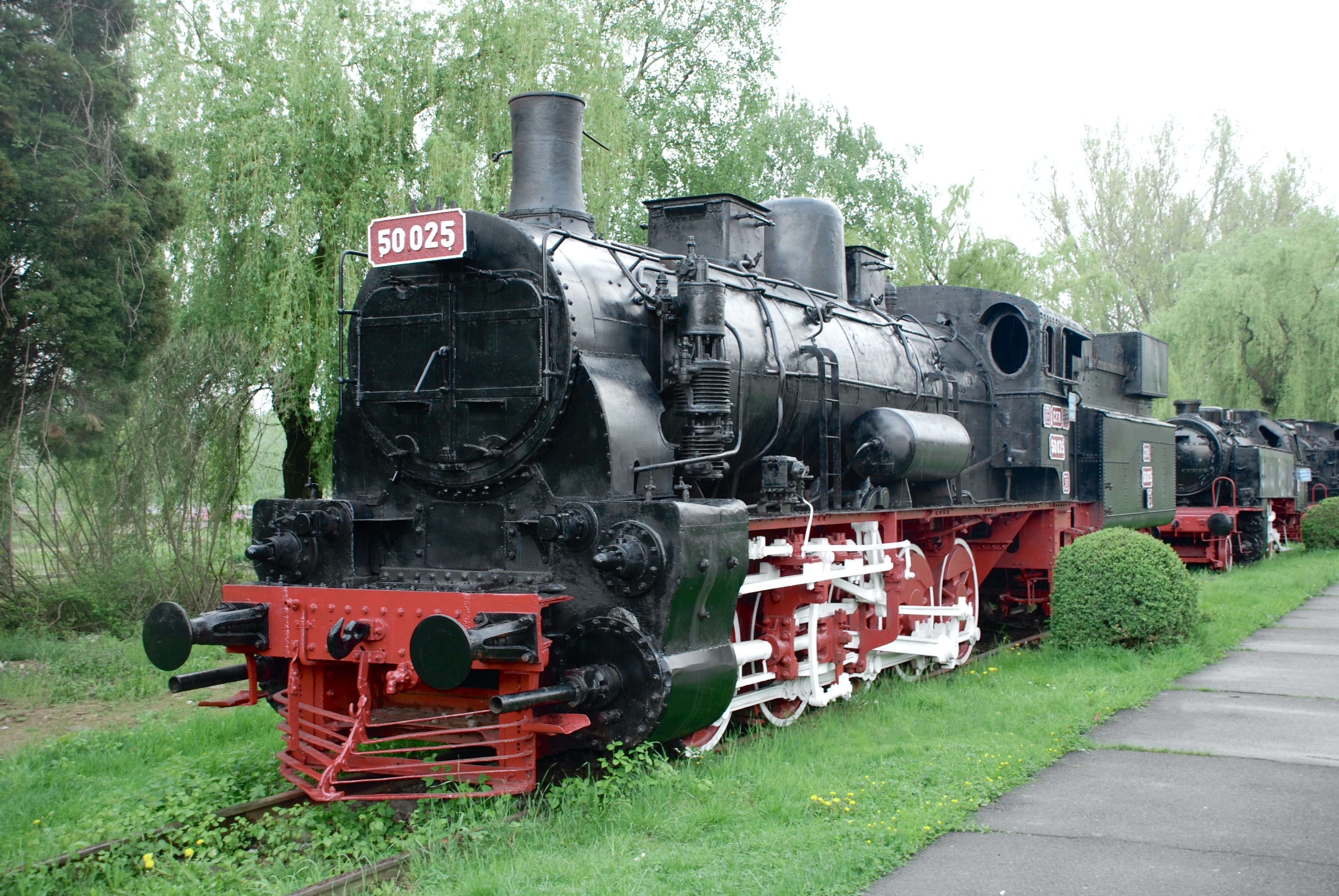
50.025 CFR

- JŽ 28.006 (ex 80.306) v Divače, Slovinsko
- JŽ 28.029 (ex 80.120) v Lublani
- PKP Tw12-12 v železničním muzeu Chabówka
- CFR 50.025 v muzeu v Rešici
- CFR 50.065 v Oravici (provozní)
- FS 476.083 (ex JŽ 28.023, ex 80.100) v železničním muzeu v Terstu
- 80.179 (ex JŽ 28.053, ex FS 475.017) v Knittelfeldu